# تالاهاسي

تالاهاسي (بالإنجليزية: Tallahassee) هي عاصمة ولاية فلوريدا الأمريكية. وهي مقر مقاطعة ليون والبلدية الوحيدة المدخلة فيها. أصبحت تالاهاسي عاصمة ولاية فلوريدا (وكانت وقتها إقليم فلوريدا) في عام 1824. بلغ عدد سكانها حوالي 189,907 نسمة عام 2015، مما يضع المدينة في المرتبة 126 بين أكبر المدن في الولايات المتحدة.  كما بلغ تعداد سكان منطقة تالاهاسي الحضرية 377,924 نسمة عام 2015. تعد تالاهاسي هي أكبر مدينة في شمال غرب فلوريدا، فضلا عن كونها المركز الرئيسي للتجارة والزراعة في منطقة بيغ بيند ومنطقة جنوب غرب جورجيا.
تالاهاسي هي مقر جامعة ولاية فلوريدا، وتحتل المرتبة الثامنة والثلاثين بين أفضل الجامعات العامة في البلاد وفقًا لتصنيف يو إس نيوز.  كما أنها موطن لجامعة فلوريدا أيه أند إم، وهي إحدى أكبر جامعات السود في البلاد من خلال عدد المنتسبين.  كلية تالاهاسي المجتمعية هي كلية مجتمعية كبيرة تغذي كلًا من جامعتي ولاية فلوريدا وفلوريدا أيه أند إم بالطلاب. تعتبر تالاهاسي مدينة جامعية كبيرة حيث يتجاوز عدد طلابها 70,000 طالب.
تالاهاسي هي مقر كابيتول ولاية فلوريدا، محكمة فلوريدا العليا، قصر حاكم فلوريدا، وما يقرب من 30 وكالة حكومية. وتشتهر المدينة أيضًا بعدد كبير من شركات المحاماة ومنظمات الضغط والرابطات التجارية والمهنية، بما في ذلك سجل المحاماة في فلوريدا وغرفة تجارة فلوريدا.  وهي أيضا مركز إقليمي مهم للبحث العلمي، وموطن للمختبر الوطني للمجال المغناطيسي العالي. منحت تالاهاسي في عام 2015 جائزة مدينة كل الأميركيين من قبل العصبة المدنية الوطنية، وهي ثاني مرة تكسب فيها هذه الجائزة. تحتل تالاهاسي في الوقت الراهن المرتبة ال18 بين أفضل المدن الجامعية في الأمة من قبل موقع أفضل تقييمات الكليات. 

## تعداد 2010
بناءً على تعداد الولايات المتحدة لعام 2010، كان هناك 181,376 فردًا، و73,289 أسرة، و34,516 عائلة مقيمة في المدينة.
وفي نفس التعداد، كان 16.7% من سكان المدينة أطفالًا دون سن 18 عامًا، و27.7% منهم كانوا متزوجين يعيشون معًا، و14.4% كان لديهم ربة منزل بدون زوج، و53.7% كانوا غير متصلين بأسرة. وكانت 34.1% من جميع الأسر تتألف من أفراد يعيشون بمفردهم، و6.7% منهم كان لديهم شخص يعيش بمفرده يبلغ من العمر 65 عامًا أو أكثر. كما كان متوسط حجم الأسرة 2.23، ومتوسط حجم العائلة 2.33. وكانت نسبة الأطفال دون سن 5 سنوات 4.9% من السكان، والأشخاص دون سن 18 عامًا 16.7%، والأشخاص الذين تبلغ أعمارهم 65 عامًا أو أكبر 10.3%. وبلغ متوسط العمر 26 سنة. كما كان هناك 89.5 ذكر لكل 100 أنثى، و86.7 ذكر لكل 100 أنثى في عمر 18 سنة فأكثر.
في الفترة ما بين عامي 2009 و 2013، كان متوسط دخل الأسرة المقدر 39,524 دولارًا، ومتوسط دخل الفرد 23,778 دولارًا. وفي عام 2010، كانت نسبة الأشخاص الذين يعيشون تحت خط الفقر تقدر بنحو 30.2%.

## اللغات
أما بالنسبة للغات، فمنذ عام 2000، يتحدث 92.0% من السكان الإنجليزية كلغة أولى، في حين يتحدث 4.1% الإسبانية، و0.6% الفرنسية، و0.6% الألمانية كلغة أم. وبشكل عام، يتحدث 8.0% من السكان لغات أخرى غير الإنجليزية.

## التعليم
من الناحية التعليمية، يعتبر سكان مقاطعة ليون هم الأكثر تعليمًا في فلوريدا، حيث أن 54.4% من السكان البالغين فوق سن 25 عامًا حاصلون على درجة البكالوريوس أو الماجستير أو الدرجة المهنية أو الدكتوراه.

## المناخ
يظهر الجدول التالي التغييرات المناخية على مدار السنة لتالاهاسي:
| البيانات المناخية لـتالاهاسي                      | البيانات المناخية لـتالاهاسي | البيانات المناخية لـتالاهاسي | البيانات المناخية لـتالاهاسي | البيانات المناخية لـتالاهاسي | البيانات المناخية لـتالاهاسي | البيانات المناخية لـتالاهاسي | البيانات المناخية لـتالاهاسي | البيانات المناخية لـتالاهاسي | البيانات المناخية لـتالاهاسي | البيانات المناخية لـتالاهاسي | البيانات المناخية لـتالاهاسي | البيانات المناخية لـتالاهاسي | البيانات المناخية لـتالاهاسي |
| الشهر                                             | يناير                        | فبراير                       | مارس                         | أبريل                        | مايو                         | يونيو                        | يوليو                        | أغسطس                        | سبتمبر                       | أكتوبر                       | نوفمبر                       | ديسمبر                       | المعدل السنوي                |
| ------------------------------------------------- | ---------------------------- | ---------------------------- | ---------------------------- | ---------------------------- | ---------------------------- | ---------------------------- | ---------------------------- | ---------------------------- | ---------------------------- | ---------------------------- | ---------------------------- | ---------------------------- | ---------------------------- |
| الدرجة القصوى °ف (°م)                             | 83 (28)                      | 89 (32)                      | 91 (33)                      | 95 (35)                      | 102 (39)                     | 105 (41)                     | 104 (40)                     | 103 (39)                     | 102 (39)                     | 95 (35)                      | 89 (32)                      | 84 (29)                      | 105 (41)                     |
| الحد الأقصى المتوسط °ف (°م)                       | 77.7 (25.4)                  | 80.0 (26.7)                  | 85.2 (29.6)                  | 89.8 (32.1)                  | 94.7 (34.8)                  | 97.6 (36.4)                  | 98.7 (37.1)                  | 97.6 (36.4)                  | 95.1 (35.1)                  | 90.3 (32.4)                  | 84.0 (28.9)                  | 79.0 (26.1)                  | 98.7 (37.1)                  |
| متوسط درجة الحرارة الكبرى °ف (°م)                 | 63.5 (17.5)                  | 67.5 (19.7)                  | 73.8 (23.2)                  | 79.9 (26.6)                  | 87.0 (30.6)                  | 91.0 (32.8)                  | 92.1 (33.4)                  | 91.5 (33.1)                  | 88.4 (31.3)                  | 81.4 (27.4)                  | 73.0 (22.8)                  | 65.3 (18.5)                  | 79.5 (26.4)                  |
| المتوسط اليومي °ف (°م)                            | 51.2 (10.7)                  | 54.7 (12.6)                  | 60.4 (15.8)                  | 66.1 (18.9)                  | 74.3 (23.5)                  | 80.2 (26.8)                  | 82.0 (27.8)                  | 81.8 (27.7)                  | 78.2 (25.7)                  | 69.4 (20.8)                  | 60.2 (15.7)                  | 53.2 (11.8)                  | 67.6 (19.8)                  |
| متوسط درجة الحرارة الصغرى °ف (°م)                 | 39.0 (3.9)                   | 41.9 (5.5)                   | 47.1 (8.4)                   | 52.3 (11.3)                  | 61.6 (16.4)                  | 69.5 (20.8)                  | 72.0 (22.2)                  | 72.1 (22.3)                  | 68.1 (20.1)                  | 57.3 (14.1)                  | 47.5 (8.6)                   | 41.1 (5.1)                   | 55.8 (13.2)                  |
| الحد الأدنى المتوسط °ف (°م)                       | 19.9 (−6.7)                  | 23.6 (−4.7)                  | 27.9 (−2.3)                  | 34.9 (1.6)                   | 47.9 (8.8)                   | 61.2 (16.2)                  | 66.6 (19.2)                  | 65.7 (18.7)                  | 54.3 (12.4)                  | 37.4 (3.0)                   | 29.5 (−1.4)                  | 22.8 (−5.1)                  | 19.9 (−6.7)                  |
| أدنى درجة حرارة °ف (°م)                           | 6 (−14)                      | −2 (−19)                     | 20 (−7)                      | 29 (−2)                      | 34 (1)                       | 46 (8)                       | 57 (14)                      | 57 (14)                      | 40 (4)                       | 29 (−2)                      | 13 (−11)                     | 10 (−12)                     | −2 (−19)                     |
| الهطول إنش (مم)                                   | 4.34 (110)                   | 4.85 (123)                   | 5.94 (151)                   | 3.06 (78)                    | 3.47 (88)                    | 7.73 (196)                   | 7.17 (182)                   | 7.35 (187)                   | 4.69 (119)                   | 3.23 (82)                    | 3.50 (89)                    | 3.90 (99)                    | 59.23 (1٬504)                |
| متوسط أيام هطول الأمطار (≥ 0.01 inch)             | 8.9                          | 8.4                          | 7.9                          | 6.1                          | 7.1                          | 13.6                         | 16.0                         | 14.4                         | 8.5                          | 5.7                          | 6.6                          | 8.1                          | 111.3                        |
| ساعات سطوع الشمس اليومية                          | 6.0                          | 7.0                          | 8.0                          | 10.0                         | 10.0                         | 10.0                         | 9.0                          | 9.0                          | 8.0                          | 8.0                          | 7.0                          | 6.0                          | 8.2                          |
| نسبة وصول أشعة الشمس                              | 60                           | 64                           | 67                           | 77                           | 71                           | 71                           | 64                           | 69                           | 67                           | 73                           | 64                           | 60                           | 67                           |
| المصدر #1: الإدارة الوطنية للمحيطات والغلاف الجوي |                              |                              |                              |                              |                              |                              |                              |                              |                              |                              |                              |                              |                              |
| المصدر #2: Weather Atlas                          |                              |                              |                              |                              |                              |                              |                              |                              |                              |                              |                              |                              |                              |

## توأمة
لتالاهاسي اتفاقيات توأمة مع كل من:
- رامات هاشارون
- كراسنودار
- سينت مارتن
- سلايغو
- Konongo, Ghana [الإنجليزية]‏

## أبرز أبناء المدينة
- براد ديفيز (ممثل)

## أعلام
- كاي ألدريدغ
- كليفتون وليامز
- شيا ويجهام
- جون روبرت شريفر
- أبا ليرنر
- ويليام أوغبورن
- بول ديراك
- تي-بين
- لوبو
- براد ديفيز